# Bahnhof Kushiro
Der Bahnhof Kushiro (jap. 釧路駅, Kushiro-eki) ist ein Bahnhof auf der japanischen Insel Hokkaidō. Er befindet sich in der Unterpräfektur Kushiro auf dem Gebiet der Stadt Kushiro.

## Verbindungen
Kushiro ist ein Zwischenbahnhof und früherer Trennungsbahnhof an der Nemuro-Hauptlinie. Diese führt von Takikawa über Obihiro nach Nemuro und wird von der Gesellschaft JR Hokkaido betrieben. Kushiro ist Endstation von sechsmal täglich verkehren Schnellzügen mit der Bezeichnung Super Ōzora, die über Obihiro nach Sapporo verkehren. Regionalzüge fahren alle ein bis zwei Stunden über Obihiro nach Shintoku und sieben Mal täglich nach Nemuro. Außerdem ist Kushiro die Endstation sämtlicher Züge, die auf der im benachbarten Bahnhof Higashi-Kushiro abzweigenden Senmō-Hauptlinie nach Abashiri verkehren (in der Regel fünfmal täglich).
Unmittelbar östlich des Bahnhofsvorplatzes steht ein Busbahnhof mit 15 Haltestellen. Er wurde 1972 eröffnet und wird von Linien der Gesellschaften Kushiro Bus und Akan Bus bedient.

## Anlage
Der Bahnhof befindet sich am nördlichen Rand des Stadtzentrums und ist von Westen nach Osten ausgerichtet. Er besitzt fünf Gleise, die am Hausbahnsteig und an zwei überdachten Mittelbahnsteigen liegen. Eine Unterführung verbindet die Bahnsteige mit dem Empfangsgebäude an der Südseite der Anlage und mit den nördlichen Stadtteilen. Das Empfangsgebäude verfügt im Erdgeschoss über verschiedene Läden und Restaurants, eine Postbank-Filiale und ein Touristeninformationszentrum. Die übrigen drei Stockwerke enthalten vor allem Büros der Zweigstelle Kushiro von JR Hokkaido. Im Kellergeschoss befand sich ein Kaufhaus, das jedoch im Mai 2004 geschlossen wurde.
Rund ein Kilometer westlich des Bahnhofs steht eines der Bahnbetriebswerke von JR Hokkaido.

## Bilder

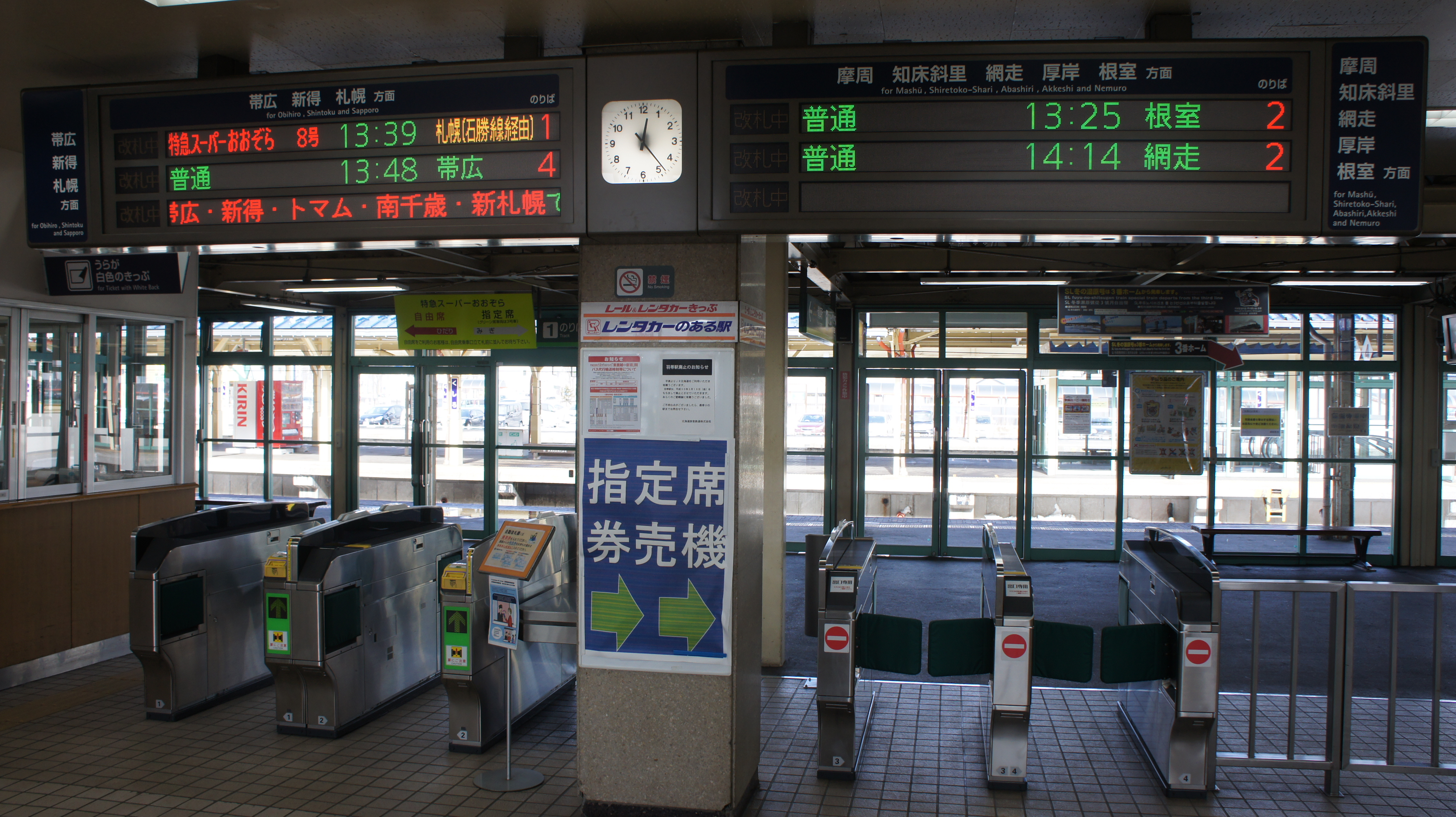
Bahnsteigsperren
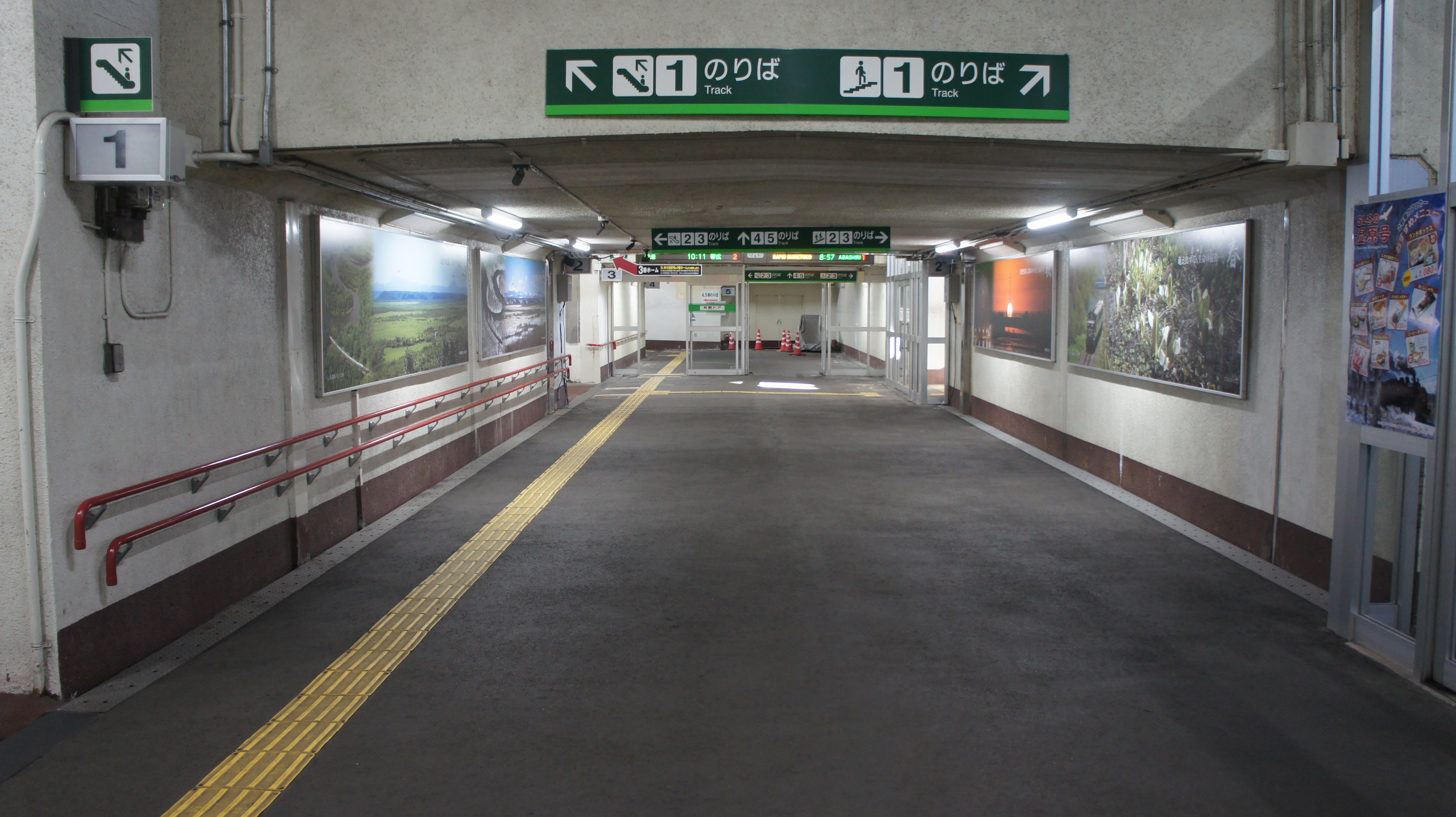
Unterführung
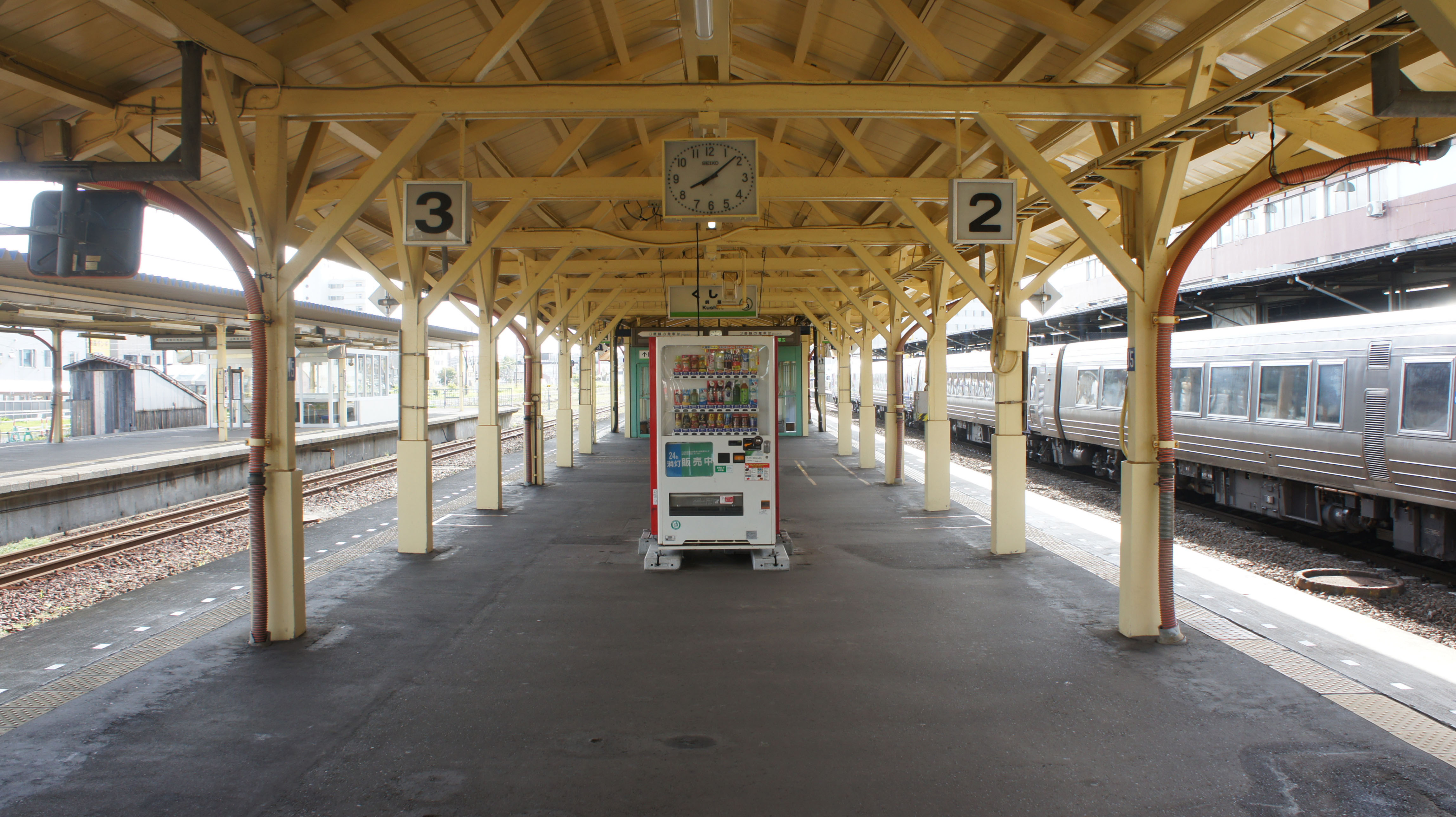
Bahnsteig 2/3
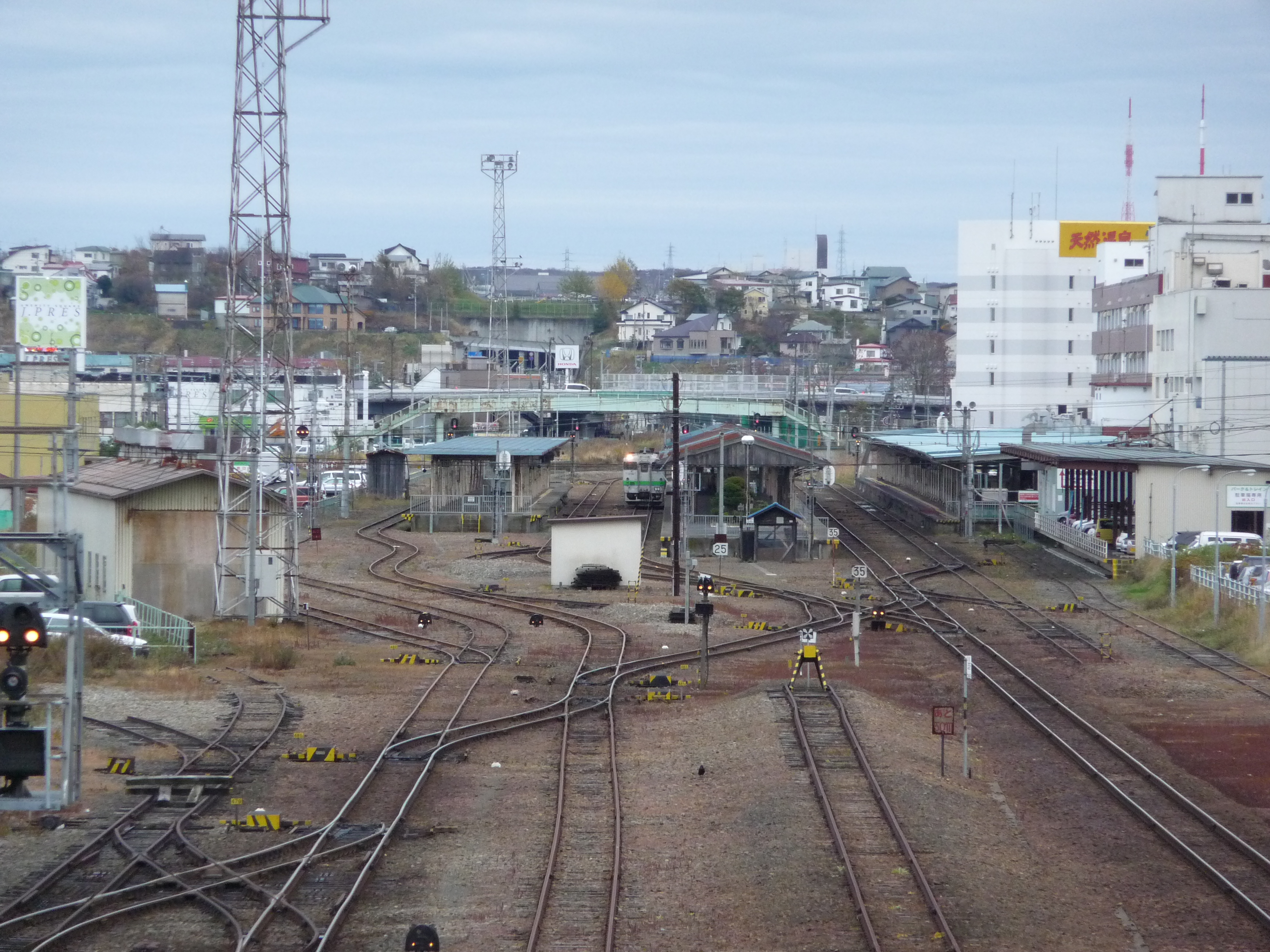
Gleisanlagen

## Gleise
| 1–4 | ▉ Nemuro-Hauptlinie | Obihiro • Shintoku • Takikawa • Sapporo |
| 1–4 | ▉ Nemuro-Hauptlinie | Nemuro                                  |
| 1–4 | ▉ Senmō-Hauptlinie  | Mashū • Abashiri                        |
| 5   | ▉ Nemuro-Hauptlinie | Nemuro                                  |
| 5   | ▉ Senmō-Hauptlinie  | Mashū • Abashiri                        |

## Linien
| Verlauf der Nemuro-Hauptlinie |
| --- |
| Westlicher Abschnitt: Takikawa • Higashi-Takikawa • Akabira • Moshiri • Hiragishi • Ashibetsu • Kami-Ashibetsu • Nokanan • Furano Östlicher Abschnitt: Shintoku • Tokachi-Shimizu • Mikage • Memuro • Taisei • Nishi-Obihiro • Hakurindai • Obihiro • Satsunai • Makubetsu • Toshibetsu • Ikeda • Tōfutsu • Toyokoro • Shin-Yoshino • Urahoro • Atsunai • Ombetsu • Shiranuka • Nishi-Shoro • Shoro • Otanoshike • Shin-Otanoshike • Shin-Fuji • Kushiro • Higashi-Kushiro • Musa • Beppo • Kami-Oboro • Oboro • Monshizu • Akkeshi • Chanai • Hamanaka • Anebetsu • Attoko • Bettoga • Ochiishi • Konbumori • Nishi-Wada • Higashi-Nemuro • Nemuro |

| Verlauf der Senmō-Hauptlinie |
| --- |
| Abashiri • Katsuradai • Masuura • Mokoto • Kitahama • Genseikaen • Hama-Koshimizu • Yamubetsu • Shiretoko-Shari • Naka-Shari • Minami-Shari • Kiyosatochō • Sattsuru • Midori • Kawayu-Onsen • Biruwa • Mashū • Isobunnai • Shibecha • Kayanuma • Tōro • Hosooka • Kushiroshitsugen • Tōya • Higashi-Kushiro • Kushiro |

## Geschichte

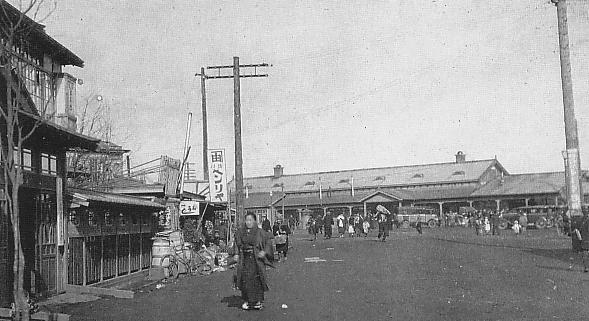
Bahnhof Kushiro (ca. 1930)

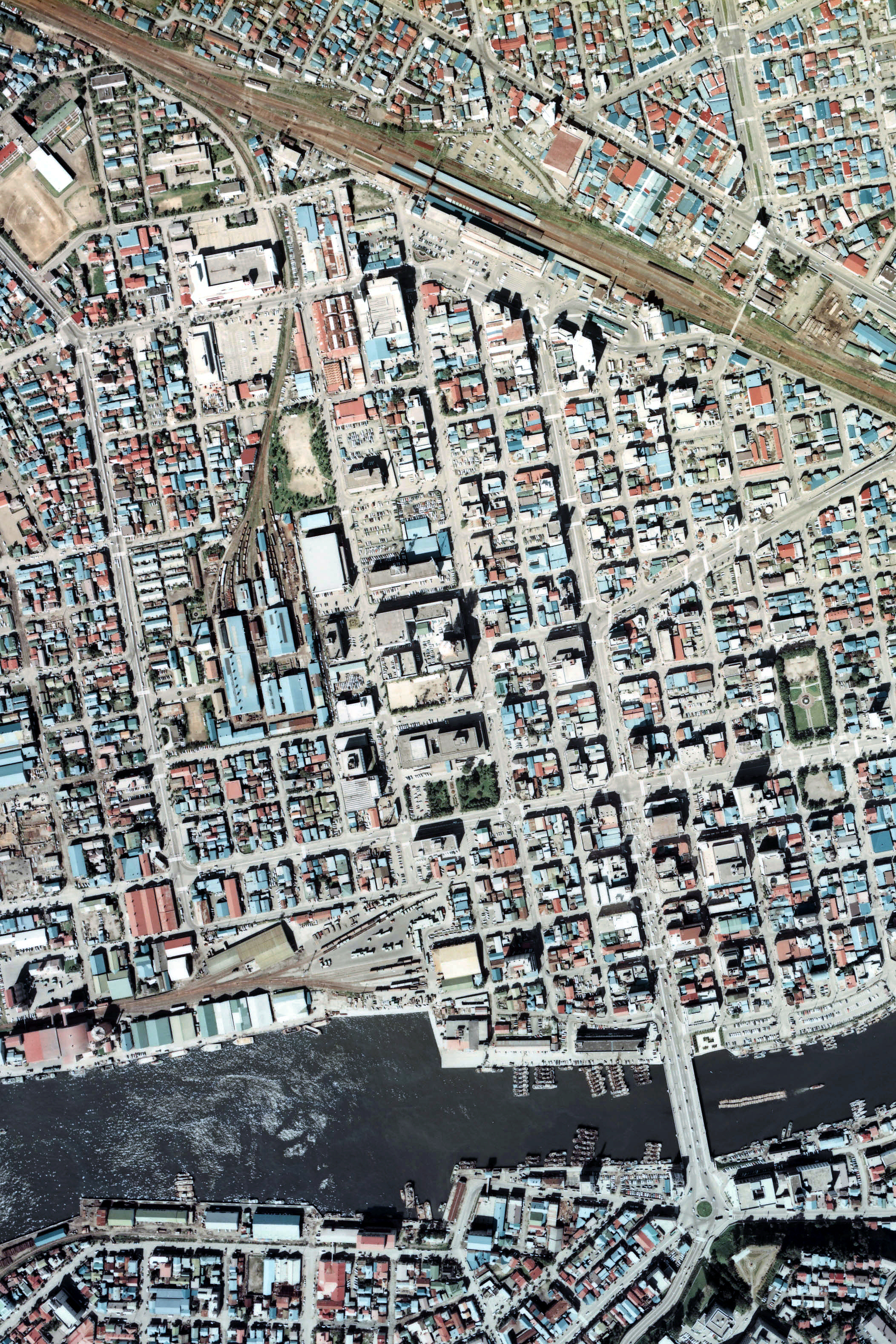
Luftansicht des Bahnhofs und des alten Kopfbahnhofs (1977)

Die staatliche Gesellschaft Hokkaidō Kansetsu Tetsudō begann in den späten 1890er Jahren mit dem Bau einer Bahnstrecke in den Osten der Insel. Einerseits baute sie von Asahikawa aus, andererseits von Kushiro. Am 20. Juli 1901 eröffnete sie den ersten Abschnitt am östlichen Ende zwischen Kushiro und Shiranuka. Der Bahnhof von Kushiro befand sich damals etwa 300 Meter südwestlich in der Nähe des Hafens. Das ab 1905 zuständige Eisenbahnamt (das spätere Eisenbahnministerium) schloss zwei Jahre später die letzte Lücke, sodass nun Züge bis nach Sapporo verkehren konnten. Während des Ersten Weltkriegs begann der Bau der Verlängerung in Richtung Nemuro. Der Bahnhof lag ungünstig, weshalb man ihn durch einen neuen am damaligen Stadtrand ersetzte. Dieser wurde am 1. Dezember 1917 eröffnet, zusammen mit dem Abschnitt bis Akkeshi. Der alte Kopfbahnhof aus dem Jahr 1901 wurde für den Personenverkehr geschlossen, blieb aber bis 1962 unter der Bezeichnung Hamakushiro (浜釧路) für den Güterverkehr in Betrieb.
Am 17. Januar 1923 eröffnete die private Gesellschaft Yūbetsu Tetsudō eine Zweiglinie, die von Kushiro nach Yūbetsu-tanzan führte. Die Yūbetsu-Linie war 44 km lang und diente überwiegend dem Transport von Kohle. Seit dem 15. September 1927 ist Kushiro die Endstation der Senmō-Hauptlinie. Das Empfangsgebäude wurde 1961 durch einen Neubau ersetzt und 1968 erweitert. Nach dem Konkurs der Yūbetsu Tetsudō musste die Strecke nach Yūbetsu-Tanzan am 16. April 1970 stillgelegt werden. Aus Kostengründen stellte die Japanische Staatsbahn am 1. November 1986 die Gepäckaufgabe ein. Im Rahmen der Staatsbahnprivatisierung ging der Bahnhof am 1. April 1987 in den Besitz der neuen Gesellschaft JR Hokkaido über.